# Blastobotrys proliferans
Blastobotrys proliferans är en svampart som beskrevs av Marvanová 1976. Blastobotrys proliferans ingår i släktet Blastobotrys och familjen Trichomonascaceae.   Inga underarter finns listade i Catalogue of Life.